# Herodotos von Olynth
Herodotos von Olynth (altgriechisch Ἡρόδοτος Hēródotos) war ein antiker griechischer Bildhauer, dessen genaue Wirkungszeit nicht zu bestimmen ist.
Herodotos ist durch die Erwähnung in Tatians Oratio ad Graecos (Rede an die Griechen) bekannt, einer leidenschaftlichen, maßlosen Streitschrift gegen die griechische Kultur. Dort wird ausgeführt, dass er Statuen der zwei berühmten Hetären Glykera und Phryne und der Zitherspielerin Argeia geschaffen haben soll. Tatian gilt jedoch als sehr unzuverlässige Quelle. In Rom wurde aber eine Statuenbasis gefunden, auf der sich die Inschrift έθαίρα ῾Ηροδό[του] befunden haben soll, die Inschrift ist jedoch heute verschollen. Demnach könnte die Basis eine dieser Hetärenstatuen getragen haben. Die Lebenszeit des Herodotos lässt sich heute nicht mehr genauer bestimmen, sie wird von den Lebenszeiten der Hetären (Ende des 4. Jahrhunderts v. Chr.) und der Lebenszeit des Tatian (mittleres 2. Jahrhundert) begrenzt. Theoretisch möglich, aber bisher von niemandem erwogen, ist eine Gleichsetzung mit einem Bildhauer gleichen Namens aus dem 3. Jahrhundert v. Chr.